# Sphinx adumbrata
Sphinx adumbrata är en fjärilsart som beskrevs av Dyar 1912. Sphinx adumbrata ingår i släktet Sphinx och familjen svärmare. Inga underarter finns listade i Catalogue of Life.